# Manapany
Manapany est un lieu-dit de l'île de La Réunion, département d'outre-mer français dans le sud-ouest de l'océan Indien. À cheval sur les communes de Petite-Île et de Saint-Joseph, il constitue un discret lieu de villégiature, possédant par exemple une piscine maritime constituée d'enrochements basaltiques.

## Géographie

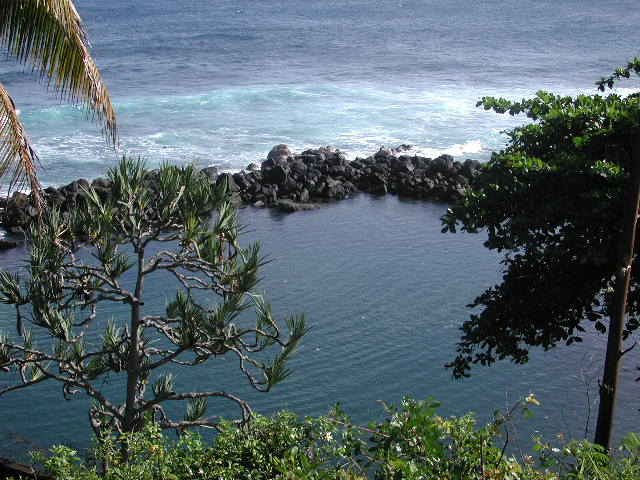
Piscine naturelle de Manapany

La végétation qui entoure la plage constitue un habitat privilégié pour le lézard vert de Manapany, endémique à l'île et à cette partie de la côte sud en particulier.
Le site abrite également un spot de surf très prisé des connaisseurs.

## Histoire
Manapany: "chauve-souris" en malgache. Autrefois dans ce lieu-dit, les esclaves malgaches avaient pour habitude de se nourrir de cet animal nocturne.
Manapany est connu pour son four à chaux. L'endroit doit son nom à un four à chaux (actuellement en ruine) autrefois utilisé pour le blanchiment du sucre de canne. Ce lieu est un ancien embarcadère, on peut encore y voir au sol des anneaux d'attache pour les bateaux. Mais ce coin privilégié est époustouflant de par les quelques blocs rocheux qui émergent de l'océan et sont soumis aux assauts incessants des vagues venues de l'Océan Indien. Lors de fortes houles, les vagues qui se brisent sur les rochers est un spectacle son et lumière des plus impressionnants.

## Loisirs
Chaque année, le club des 3peaks avec l'aide de la mairie de Saint-Joseph organise un festival musical et une compétition de surf réunies sur un seul événement intitulé Manapany Surf Festival.
Le groupe de musique Kaliko Muzik Band a joué son Séga punk, Maloya , Romance créole au lendemain de l'Épiphanie à l'occasion de la 10e édition des Dimanche du Sud Sauvage, recruteur du Manapany Surf Festival.